# 細身黑鱈
細身黑鱈（学名：Melanonus gracilis），為輻鰭魚綱鱈形目黑鱈科的其中一種，分布於南極洲海域，為深海魚類，深度150-3613公尺，體長可達18.7公分，棲息在大陸坡水域，生活習性不明。
其种加词来源于拉丁文“gracilis”，意为“纤细的”。